# Coalitie voor Europa
De Coalitie voor Europa (afkorting: CEU; Spaans: Coalición por Europa) is een Spaanse coalitielijst van regionalistische partijen die werd opgericht om gezamenlijk deel te nemen aan de Europese parlementsverkiezingen in 2009. Het was de opvolger van de coalitielijst Galeusca - Volkeren van Europa die had meegedaan aan de Europese parlementsverkiezingen in 2004, maar waar het Galicisch Nationaal Blok was uitgestapt en nieuwe partijen die in 2004 de Europese Coalitie hadden gevormd aan waren toegevoegd.
Bij de verkiezingen in 2009 behaalde de coalitie 5,21% van de stemmen en daarmee twee zetels in het Europees Parlement; voor Ramon Tremosa (CDC) en Izaskun Bilbao (PNV).

## Deelnemende partijen
| Partij                               | Afk. | Regio               |
| ------------------------------------ | ---- | ------------------- |
| Samenkomst en Unie                   | CDC  | Catalonië           |
| Democratische Unie van Catalonië     | UDC  | Catalonië           |
| Baskische Nationalistische Partij    | PNV  | Baskenland          |
| Canarische Coalitie                  | CC   | Canarische Eilanden |
| Andalusische Partij                  | PA   | Andalusië           |
| Majorcaanse Unie                     | UM   | Balearen            |
| Minorcaanse Unie                     | UMe  | Balearen            |
| Valenciaanse Nationalistisch Blok    | BNV  | Valencia            |
| Democratische Samenkomst van de Gaza | CDF  | Aragón              |